# La Mousson (film, 1939)
Pour les articles homonymes, voir La Mousson (homonymie).
Pour plus de détails, voir Fiche technique et Distribution.
La Mousson (The Rains Came) est un film américain de Clarence Brown, sorti en 1939. Il est inspiré d'un roman de Louis Bromfield, publié en 1937.

## Synopsis
En Inde, Tom Ransome, un haut fonctionnaire bourgeois mène une vie opulente entre ses conquêtes et son ancienne épouse Lady Edwina Esketh. Celle-ci fait la connaissance d'un jeune médecin indien, le major Rama Safti, et s'éprend de lui. La ville de Ranchipur est dévastée par un tremblement de terre, des inondations et une épidémie de peste. Lady Esketh renonce à sa vie de bourgeoise et décide de s'impliquer aux côtés des malades, tout en restant avec Rama Safti qu'elle aime profondément. Malheureusement, à la suite d'un moment d'inattention, elle est infectée par un virus. Touchée par la maladie, elle meurt. Rama Safti deviendra le souverain du Royaume de Jharkhand. Tom Ransome se liera avec une jeune missionnaire Fern.

## Fiche technique
- Titre : La Mousson
- Titre original : The Rains Came
- Réalisation : Clarence Brown, assisté d'Otto Brower (non crédité)
- Production : Darryl F. Zanuck et Harry Joe Brown producteur associé
- Société de production et de distribution : 20th Century Fox
- Scénario : Philip Dunne et Julien Josephson d’après le roman éponyme de Louis Bromfield
- Image : Arthur C. Miller et Bert Glennon (non crédité)
- Musique : Alfred Newman
- Direction artistique : William S. Darling et George Dudley
- Décors : Thomas Little
- Costumes : Gwen Wakeling et Sam Benson (non crédité)
- Montage : Barbara McLean
- Pays : États-Unis
- Durée : 103 minutes
- Genre : Film dramatique et d'aventures
- Format : Noir et blanc - 35 mm - 1,37:1 - Son : mono (Western Electric Mirrophonic Recording)
- Dates de sortie :
  - États-Unis : 9 septembre 1939 (New York)
  - États-Unis : 15 septembre 1939 (sortie nationale)
  - France : 13 mars 1940
- Affiche : Boris Grinsson (France)

## Distribution
- Myrna Loy : Lady Edwina Esketh
- Tyrone Power : Docteur Major Rama Safti
- George Brent : Thomas Ransome
- Brenda Joyce : Fern Simon
- Nigel Bruce : Lord Albert Esketh
- Maria Ouspenskaïa : La Maharani
- Joseph Schildkraut : M. Bannerjee
- Mary Nash : Mlle MacDaid
- Jane Darwell : Tante Phoebe Smiley
- Marjorie Rambeau : Mme Simon
- Henry Travers : Le révérend Homer Smiley
- H. B. Warner : Le Maharajah Man Singh Bahadur
- Laura Hope Crews : Lily Hoggett-Egburry
- William Edmunds : M. Das

Acteurs non crédités
- Lal Chand Mehra : Jama Singh
- George Regas : Rajput

## Autour du film
- Tournage avril-juin 1939[1].

- À l'origine, les rôles de Lady Esketh et de Rama Safti étaient prévus respectivement pour Marlene Dietrich et Ronald Colman[2].

- Le producteur Darryl F. Zanuck et Myrna Loy étaient en conflit lors du tournage[3].

- Myrna Loy, qui traversait une période difficile dans sa vie conjugale, déclara dans son autobiographie qu'elle était tombée amoureuse de son partenaire Tyrone Power pendant le tournage du film. Bien qu'ils s'entendaient à merveille, il n'y a eu aucune relation entre eux. Toutefois, elle regretta que l'acteur fut marié avec l'actrice Annabella à cette période[4].

- Seule incursion de Clarence Brown dans une compagnie de production autre que la Metro-Goldwyn-Mayer, le réalisateur revint en déclarant que la Fox avait vingt ans d'avance sur le plan technique, mais personne ne voulut le croire[5].

- Remake du film en 1955 par Jean Negulesco, sous le titre The Rains of Ranchipur, avec Lana Turner et Richard Burton.

- Boris Grinsson a créé une affiche pour la promotion de ce film.

## Récompenses et nominations

### Récompenses
- 12e cérémonie des Oscars : Oscar des meilleurs effets visuels

### Nominations
- 12e cérémonie des Oscars : 
  - Oscar des meilleurs décors pour William S. Darling et George Dudley (gagné par Autant en emporte le vent)
  - Oscar du meilleur montage pour Barbara McLean (gagné par Autant en emporte le vent)
  - Oscar du meilleur mixage de son pour Edmund H. Hansen (gagné par Veillée d'amour)
  - Oscar de la meilleure musique de film pour Alfred Newman (gagné par Le Magicien d'Oz)
  - Oscar de la meilleure photographie, catégorie Noir et Blanc, pour Arthur C. Miller (gagné par Les Hauts de Hurlevent)